# AGM-158 JASSM

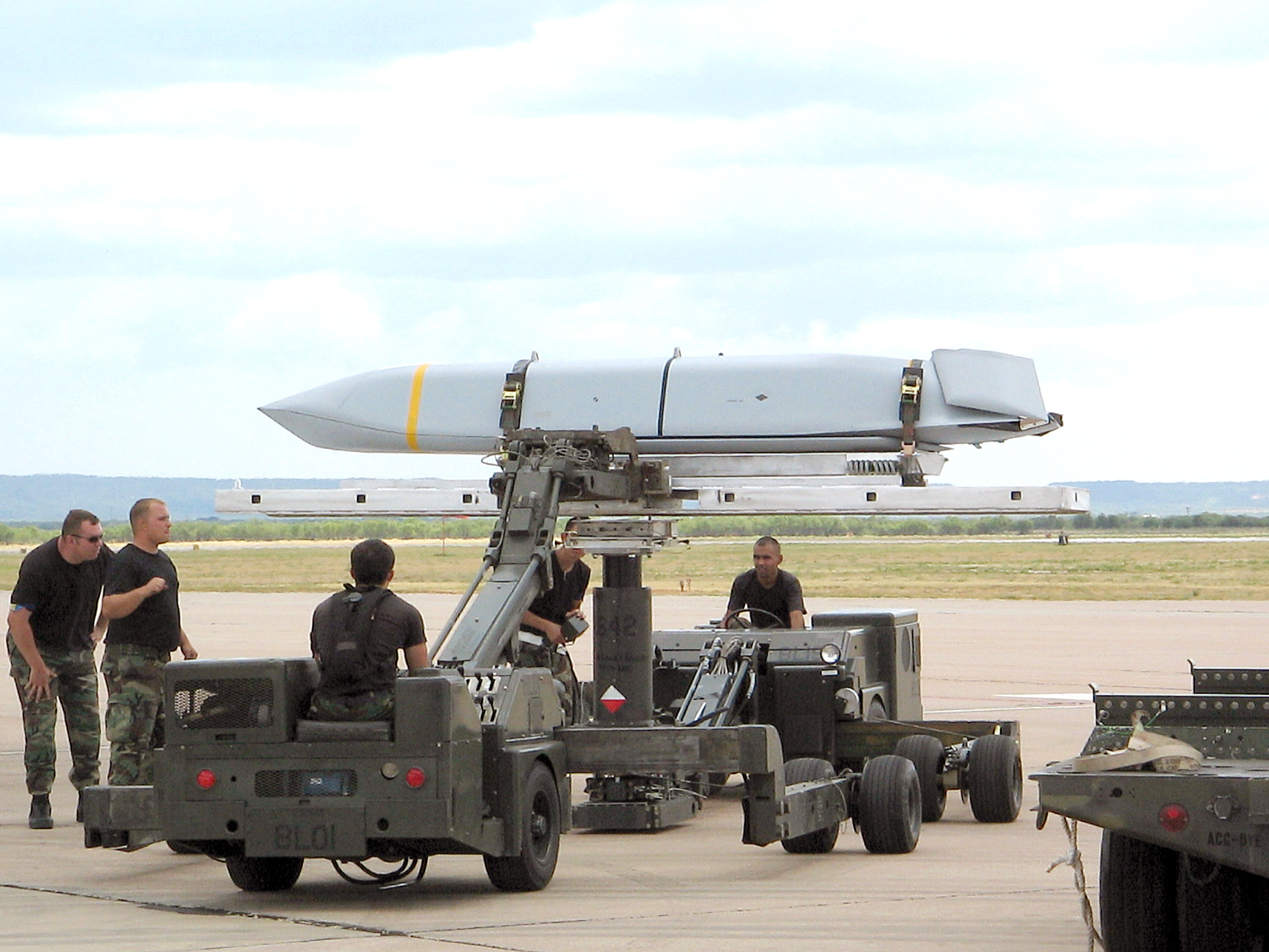
Přesun střely JASSM

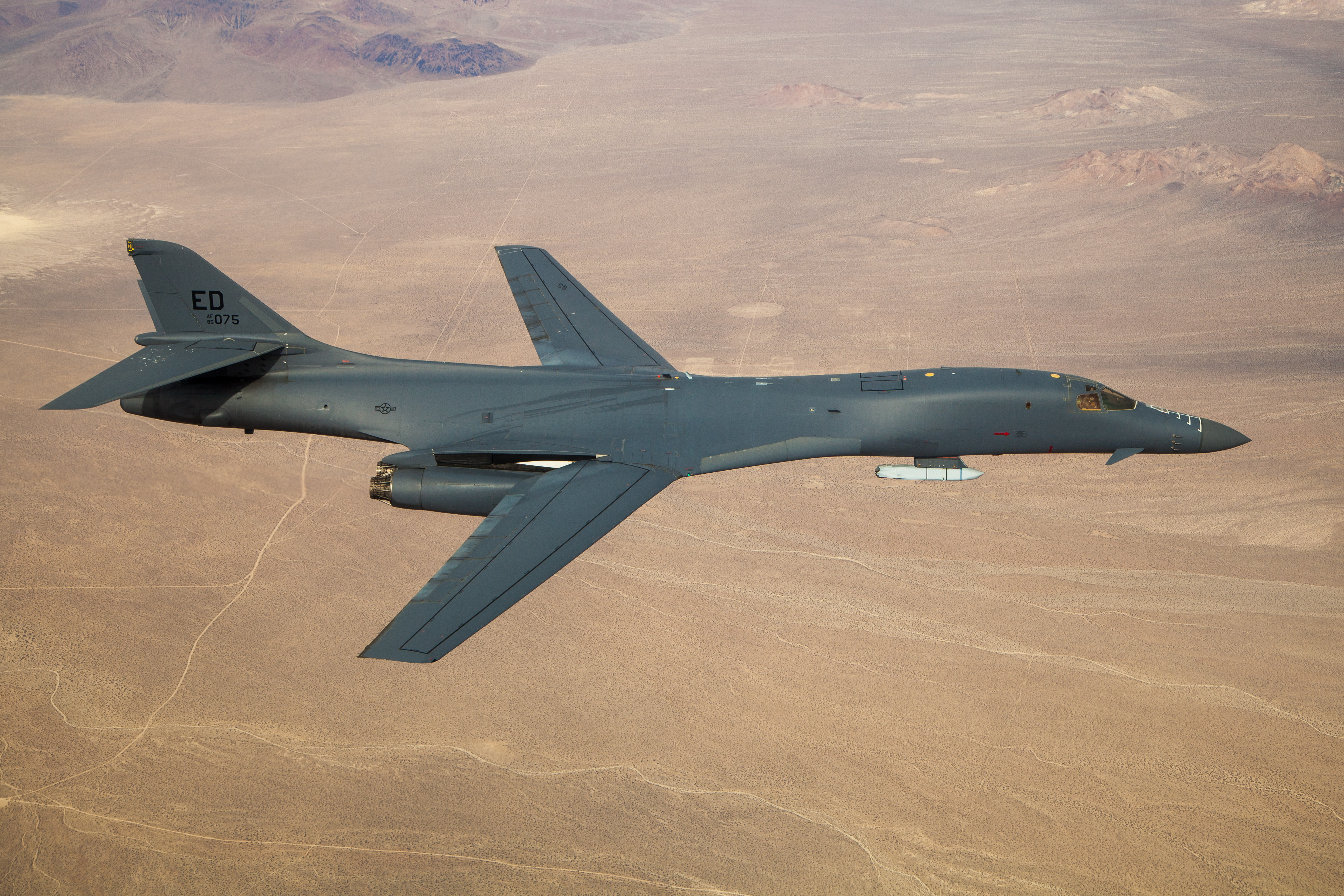
Bombardér B-1B nesoucí sřelu AGM-158

AGM-158 JASSM (Joint Air-to-Surface Standoff Missile) je řízená střela s plochou dráhou letu typu vzduch-země. Tuto střelu dlouhého dosahu vyvinula a vyrábí společnost Lockheed Martin. Je určena k ničení dobře chráněných pozemních cílů vysoké hodnoty.
Střela se vyrábí ve dvou variantách – počáteční produkční verze AGM-158A JASSM a verze s prodlouženým doletem AGM-158B JASSM-ER. Jednotková cena JASSM je asi 1 mil. USD a jednotková cena JASSM-ER je v současnosti 1,75 mil. USD.
Střela JASSM může být nesena strategickými bombardéry B-1B, B-2A, jakož i stíhačkami F-16C/D Block 50/52, F-15E, F/A-18C/D Hornet a F/A-18E/F Super Hornet. V srpnu 2016 začala integrace JASSM i do bombardérů B-52H. V budoucnu by měla být leteckou platformou pro JASSM i nová stealth stíhačka F-35, ale s její integraci se počítá až po roce 2020. Navíc bude muset být nesena externě, protože je příliš velká k zavěšení ve vnitřních šachtách F-35.

## Vznik a vývoj
Počátkem 90. let probíhal vývoj protizemní střely s dlouhým doletem AGM-137 TSSAM (Tri-Service Standoff Attack Missile). Tento program byl však v roce 1994 kvůli vysokým nákladům zrušen. V návaznosti na to byl v roce 1995 spuštěn program JASSM (Joint Air-to-Surface Standoff Missile). V červnu 1996 byly definovány základní požadavky, na základě kterých měla být vyvinuta řízená střela dlouhého dosahu s obtížnou dohledatelnosti a výrazně nižšími jednotkovými náklady jako u programu TSSAM. Soutěže se zúčastnily dvě společnosti, Lockheed Martin a McDonnell Douglas, které začaly pracovat na vývoji prototypů svých střel s označením AGM-158A a AGM-159A. Smlouvu na vývoj této moderní řízené střely získala v dubnu 1998 firma Lockheed Martin.
První test JASSM byl úspěšně proveden v lednu 2001 a o pár měsíců později, v dubnu 2002, byly americkému letectvu předvedeny operační způsobilosti střely. V září téhož roku dokázala své schopnosti i v prostředí elektronického rušení. V říjnu 2003 na základě splnění počátečních požadavků a operační způsobilosti byla střela certifikována, ale k jejímu zařazení do výzbroje USAF došlo až v roce 2009.
V říjnu 2012 spustil Lockheed Martin letové zkoušky nové verze střely s prodlouženým doletem, nazvané JASSM-ER. V prosinci 2014 střela úspěšně prošla počátečními operačními testy a hodnocením. Z celkových 21 výstřelů bylo 20 úspěšných. Celkové náklady na vývoj střel AGM-158 JASSM dosáhly 8 mld. USD.

## Konstrukce a vlastnosti

### AGM-158A JASSM
AGM-158A JASSM je dlouhá 4,27 m a má celkovou hmotnost 1021 kg. Střela je vybavena bojovou částí WDU-42/B o hmotnosti 450 kg, která dokáže proniknout i k hlouběji umístěným a lépe chráněným cílům. WDU-42/B obsahuje 109 kg výbušné směsi látek, označenou jako AFX-757. Ta je méně citlivá na mnoho fyzikálních jevů, které by mohly vyvolat nežádoucí explozi. AFX-757 má lepší explozivní vlastnosti, používá méně nákladné přísady a je jednodušší na zpracování jako aktuálně používané výbušné výplně typu Tritonal a PBXN-109. Střela je vybavena elektromechanickým zapalovačem FMU-156/B.
JASSM je poháněna proudovým motorem Teledyne J402-100 o tahu 2,9 kN. Střela letí podzvukovou rychlostí a její maximální dosah je podle některých zdrojů údajně až 370 km. To umožňuje její odpálení mimo dosah protivníkovy protivzdušné obrany a zvyšuje tak bezpečnost letadla a posádky. Je obtížně zjistitelná, protože dokáže letět nízko nad terénem a díky speciálnímu tvaru odráží minimum radiolokačních vln.
Střela je v počáteční a střední fázi letu naváděná inerciálním navigačním systémem a GPS systémem odolným vůči rušení. Přibližně 8 sekund před dopadem se zapíná infračervený senzor. Může tak být nasazena během dne i noci a za jakéhokoliv počasí. Výroba této verze skončila.

### AGM-158B JASSM-ER
AGM-158B JASSM-ER na rozdíl od varianty "A" je schopna zasáhnout pozemní cíle na vzdálenost 1000 km. V současnosti je jediným letadlem, které má integrované tyto střely, bombardér B-1B. V budoucnu by se JASSM-ER měla stát součástí výzbroje bombardérů B-52H, ale i stíhaček F-16 a F-15E. Modernizovaná verze je označena AGM-158B-2 JASSM-ER.

### AGM-158C LRASM
AGM-158C LRASM (Long Range Anti-Ship Missile) je protilodní verze střely. Počátečních operačních schopností dosáhla roku 2018.

### AGM-158 JASSM-XR
Roku 2024 společnost Lockheed zveřejnila koncept střely AGM-158 XR (eXtreme Range) s velmi dlouhým dosahem. V té době již její vývoj probíhal několik let. Oproti dřívějším variantám je střela výrazně větší a nese více paliva. Je vybaveno hlavicí o hmotnosti 1000 kg.

## Uživatelé

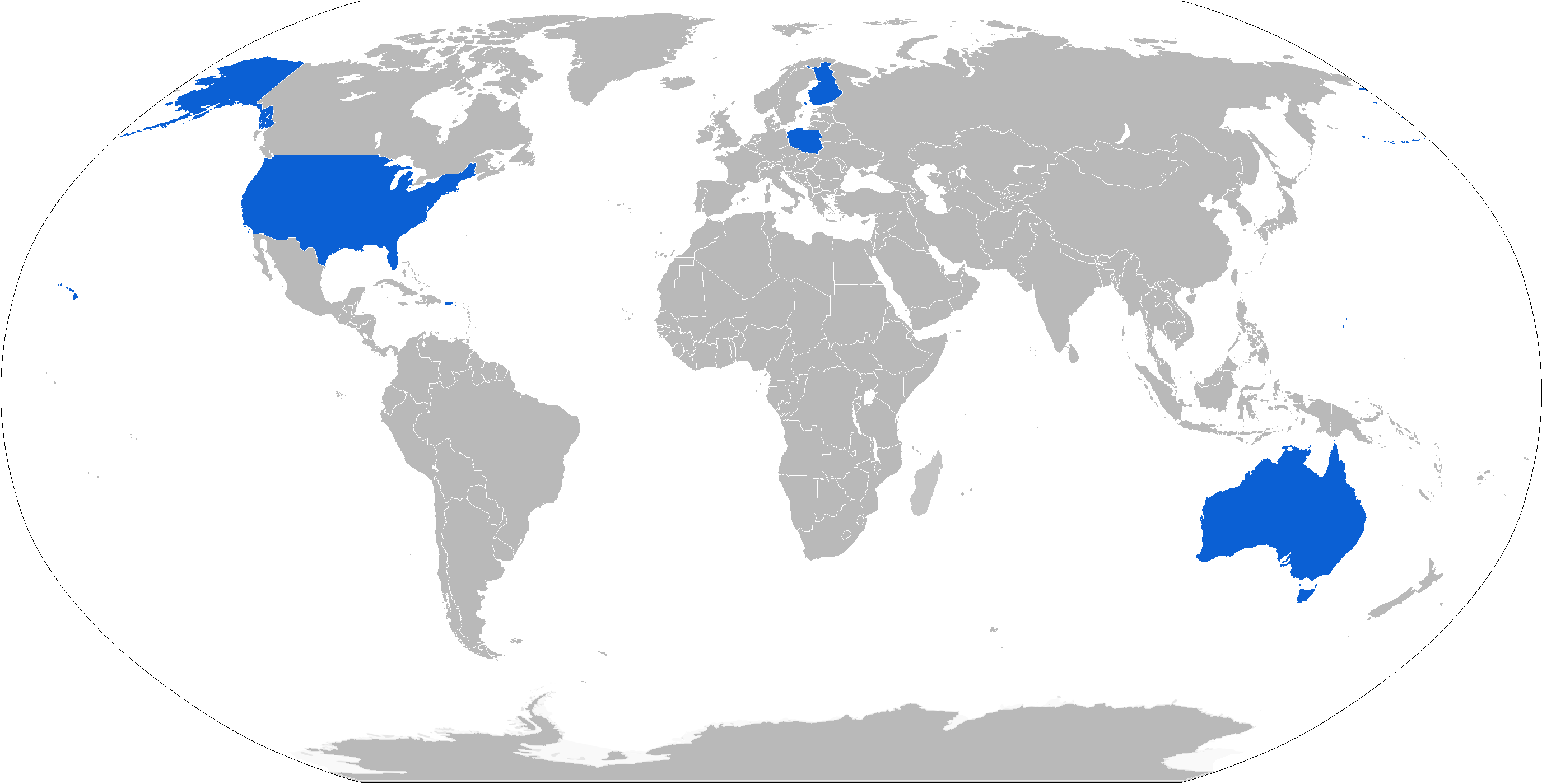
Státy používající AGM-158 JASSM

Austrálie
Royal Australian Air Force – v letech 2009 až 2013 objednalo 260 kusů AGM-158A JASSM.
 Finsko
Finské letectvo – objednalo 70 kusů AGM-158A JASSM.
 Polsko
Polské letectvo – v prosinci 2014 objednalo 40 střel AGM-158A JASSM, jejichž dodávka začala v roce 2016. Střely budou tvořit protizemní výzbroj polských F-16, které však musí být nejprve zmodernizovány na standard M6.5. K jejich integraci do F-16 a dosažení počátečních operačních schopností v polském letectvu by mělo dojít v roce 2017. Dále bylo v roce 2016 objednáno 70 střel AGM-158 JASSM-ER, tyto střely by mělo obdržet mezi lety 2021–2023.
 USA
United States Air Force – k září 2016 dosáhly dodávky střel počtu 2000 kusů. V rámci poslední dodávky získalo americké letectvo i 60 střel AGM-158b JASSM-ER, kterých plánuje obstarat 3000 kusů.
United States Marine Corps Aviation